# Telega
Telega è un comune della Romania di 6 010 abitanti, ubicato nel distretto di Prahova, nella regione storica della Muntenia. 
Il comune è formato dall'unione di 6 villaggi: Boșilcești, Buștenari, Doftana, Melicești, Telega, Țonțești.
I principali obiettivi turistici del comune sono:
- L'ex penitenziario di Doftana, costruito alla fine del XIX secolo su un'area di 8000 m² e trasformato in un museo dopo la Seconda guerra mondiale, ubicato al centro di un grande parco
- Il lago di Doftana, lago salato formatosi all'interno di una miniera di sale abbandonata. Ha una superficie di circa 9200 m² e una profondità massima di 24 m., con una salinità limitata per i primi 4-5 m di profondità, in cui vivono diversi pesci d'acqua dolce; a profondità maggiori la salinità cresce bruscamente fino a raggiungere i 205 g/l, mentre sotto i 10 m di profondità la temperatura dell'acqua si mantiene costante attorno a 14-15 °C.